# (464018) 2014 WB123
(464018) 2014 WB123 es un asteroide perteneciente al cinturón de asteroides, descubierto el 9 de octubre de 2005 por el equipo Spacewatch desde el Observatorio Nacional de Kitt Peak (Arizona, Estados Unidos).